# 工程控制论

《工程控制论》

《工程控制论》（英語：Engineering Cybernetics）是中国科学家钱学森（Tsien, H. S.）于1954年所著的英文著作，由美国麦格劳-希尔集团（McGraw-Hill）出版；后来被翻译成簡體中文版，科学出版社出版。钱学森在《工程控制论》中首创把控制论推广到工程技术领域，是控制论的一部经典著作，有德文、俄文译本。本书曾荣获中国科学院1956年一等科学奖。

## 内容
第一章　引言。线性系统，非线性系统
第二章　拉氏变换法。拉氏变换解常系数常微分方程。
第三章　输入、输出和传递函数。波德圖、奈奎斯特图；一阶系统、二阶系统；频率响应，超越传递函数。
第四章　反馈伺服系统
第五章　不互相影响的控制
第六章　交流伺服系统与振荡控制伺服系统
第七章　采样伺服系统
第八章　有时滞的线性系统
第九章　平稳随机输入下的线性系统
第十章　继电器伺服系统
第十一章　非线性系统
第十二章　变系数线性系统
第十三章　利用摄动理论的控制设计
第十四章　满足指定积分条件的控制设计
第十五章　自动寻求最优运转点的控制系统
第十六章　噪声过滤的设计原理
第十七章　自行镇定和适应环境的系统
第十八章　误差的控制